# Cleistocactus ferrarii
Cleistocactus ferrarii  es una especie de plantas de la familia  Cactaceae,  endémica de Argentina, en Salta. Actualmente se considera sinónimo de Cleistocactus smaragdiflorus.

## Descripción
Cactus columnar de crecimiento arbustivo ramificado desde la base, puede medir hasta 90 cm de altura y 4 cm de diámetro. Tiene 19 costillas con 20 a 25 espinas. Las flores tubulares son de color rojo o rosáceo con el ápice verdoso.

## Taxonomía
Cleistocactus ferrarii fue descrita por Roberto Kiesling y publicado en Hickenia 2(7): 37–40, f. 1. 1984.
Etimología
Ver: Cleistocactus